# Линейная модель коммуникации
Линейная модель коммуникации — теория, разработанная в 1939—40 гг. и опубликованная в 1948 году Гарольдом Лассуэллом, описывающая линейный, «однонаправленный» акт коммуникации. Сам Г. Лассуэлл писал:
«Самый удобный способ описания процесса коммуникации состоит в ответе на следующие вопросы:
1. кто сообщает?
2. что именно?
3. по каким каналам?
4. кому?
5. с каким эффектом?»

## Предпосылки
XX век — время больших перемен и технологического прогресса. Коммуникация в обществе выходит на новый уровень. На тот момент существовала одна основная модель коммуникации, созданная Аристотелем ещё в IV веке до н. э. Структура модели выглядела так: «оратор — речь — аудитория». Если интерпретировать на современный лад, то состояла она из: «коммуникатора — сообщения — коммуниканта».
Смысл этой модели заключался в том, что коммуникация состоит из трех элементов: оратора, предмета, о котором идёт речь, и адресанта, то есть того человека, которому направлена эта речь. Конечной целью этой коммуникации было добиться того, чтобы человек услышал сообщение, сказанное оратором. Главный залог успеха в таком случае — это отличное владение ораторским искусством. Данная модель часто использовалась в политике и в политической пропаганде вплоть до XX века.
Но с развитием массовых коммуникаций через телевидение, кино, радио и с появлением потребности в совершенствовании модели коммуникации модель Аристотеля претерпела многократные изменения. Одним из первых, кто занялся вопросом исследования современной коммуникации, был американский политолог Гарольд Лассуэлл. В 1948 году в своей статье под названием «The structure and function of communication in society» он представил совершенно новую модель коммуникации, состоящую из «5W» (пяти элементов массовой коммуникации):
1. Источник информации
2. Информация
3. Способ передачи информации
4. Получатель информации
5. Эффект коммуникации

Модель была основана на опыте ведения пропаганды в армейских подразделениях во время Второй мировой войны.

## Структура
| Кто?              | Сообщает что?     | По какому каналу?        | Кому?            | С каким эффектом?  |
| Коммуникатор      | Сообщение         | Канал                    | Получатель       | Эффект             |
| Анализ управления | Анализ содержания | Анализ средств и каналов | Анализ аудитории | Анализ результатов |

Коммуникатор (Кто?) — это человек, который передаёт информацию. Производится анализ коммуникатора, выявляются его характеристики, факторы, способствующие улучшению взаимодействия с аудиторией. Анализируются причины возникновения самого акта коммуникации.
Сообщение (Что?) — это то, что передается от коммуникатора. В данном случае будет проводиться анализ содержания сообщения, информации (контент, объём, сложность, композиция), а также выявлена частота употребления и количество упоминаний сообщения в СМИ.
Канал (По какому каналу?) — это способ передачи сообщения. Анализ средств и каналов, с помощью которых передаётся сообщение. Выявление наиболее приемлемых средств коммуникации и их специфик.
Получатель (Кому?) — это тот, кто получает сообщение. Аудитория, на которую было направлено сообщение, подвергается анализу, в ходе которого выявляются отличительные черты и характеристики данной аудитории.
Эффект (С каким эффектом?) — это реакция на полученное сообщение. Анализ результатов коммуникационного воздействия, оценка эффективности коммуникации на основании: принятия или отвержения информации, возникшего интереса к содержанию сообщения или безразличия.

## Функции
В своей работе Г. Лассуэлл не раз подчёркивал, что коммуникация по своей сути — процесс управленческий. При этом он выделил три основные функции процесса коммуникации:
1. Наблюдение за окружающей средой, выявление угроз и возможных влияний на ценности общества и его составных частей;
2. Корреляция компонентов общества в реагировании на окружающую среду;
3. Передача социального наследия через поколения[2].

## Дополнение
Лассуэлл в течение многих лет не переставал работать над улучшением своей модели, в которой для него главной целью было достижение максимальной эффективности коммуникации. И в 1968 году американский политик представил свою расширенную модель коммуникации, в которой появились новые элементы. Как и раньше, предполагалось проводить анализ коммуникации через ответы на следующие вопросы:
- Кто?
- С каким намерением?
- В какой ситуации?
- С какими ресурсами?
- Используя какую стратегию?
- Оказывает влияние на какую аудиторию?
- С каким результатом?

Данная модель выражает бихевиористский подход к коммуникации как к простому воздействию коммуникатора на получателя, который выступает объектом, реагирующим на полученное сообщение. Дополнительные вопросы, появившиеся в новой модели, принято понимать так:
С каким намерением?
Это самый важный вопрос. Без установленной цели коммуникации невозможно говорить о целевой аудитории, каналах взаимодействия, о коммуникации вовсе. Четкое понимание цели — залог эффективной коммуникации.
В какой ситуации?
Для ответа на данный вопрос необходимо выяснить, в какой ситуации производится коммуникация: благоприятной, нейтральной или неблагоприятной. В зависимости от полученного ответа определяется наличие барьеров, препятствующих передачи информации, и производится их устранение.
С какими ресурсами?
Отвечая на этот вопрос, следует понимать, что к ресурсам коммуникации причисляют как самих коммуникаторов, так финансово-информационные средства, коммуникативные технологии, методы и т. д.
Используя какую стратегию?
Правильно выбранная стратегия, которая обеспечит наиболее эффективную коммуникацию — это и есть ответ на вопрос. С помощью правильной стратегии подбирается необходимый набор инструментов, каналов для быстрой и надежной передачи информации.
На какую аудиторию?
При ответе на данный вопрос выявляется и анализируется целевая аудитория. Умение подобрать правильные способы и каналы коммуникации во время и по окончании формирования аудитории — главная задача.

## Критика
Модель Г. Лассуэлла не только получила большое признание в научном мире, но и стала главной парадигмой в изучении коммуникации. Удачная и лаконичная формулировка включает в себя как теоретические суждения, так и большое количество эмпирических данных.
Однако она не отражала всего спектра коммуникативных функций. В ней акцент был сделан на коммуникатора — главного элемента коммуникации, в то время как получатель воспринимается лишь как объект его коммуникационного воздействия. Многие исследователи стали замечать эту односторонность и ограниченность коммуникации. Главным замечанием было то, что при осуществлении коммуникационного процесса не было никакой обратной связи от получателя информации.
В это время начали появляться новые теории коммуникации, в существующие стали вводить новые элементы. Так, к примеру, американский исследователь Ричард Брэддок дополняет структуру Лассуэлла двумя компонентами: цель (для чего?), с которой выступает коммуникатор, и условия (при каких обстоятельствах?), в которых протекает коммуникация.

В 1993 году учёные связи Денис МакКвейл и Свен Виндаль дали следующую характеристику модели Лассуэлла: 
«Возможно, это самое весомое слово в коммуникационных исследованиях».
Гринберг и Салвен в 2008 году признали, что в коммуникациях модель Лассуэлла получила широкое распространение, но в то же время отметили: 
«Хоть модель Лассуэлла привлекает внимание несколькими ключевыми элементами процесса коммуникации, она не значит больше, чем описание общих направлений исследования. Он не связывает элементы вместе с какой-либо специфичностью».